# Białko C

Schemat antykoagulacyjnego działania białka C. Po przyłączenie trombiny (T) do trombomoduliny (TM) następuje przekształcenie białka C (C) do formy aktywnej (APC). APC przy udziale kofaktora jakim jest białko S (S) inaktywuje aktywne czynniki: V (Va→Vi) i VIII (VIIIa→VIIIi) oraz wiąże inhibitor aktywatora plazminogenu (PAI-1), stymulując w ten sposób fibrynolizę

Białko C – jedno z białek, występujących we krwi, których zadaniem jest przeciwdziałanie procesowi krzepnięcia krwi. Należy do białek zależnych od witaminy K. Kodowane jest przez gen PROC zlokalizowany na chromosomie 2 (2q13-q14). Pod względem biochemicznym jest proteazą serynową, która w formie aktywnej degraduje aktywny czynnik V (przy współudziale heparyny) i aktywny czynnik VIII (przy współudziale białka S). Mutacja Leiden genu czynnika V prowadzi do powstania białka odpornego na działanie białka C co zwiększa ryzyko wystąpienia powikłań zakrzepowo-zatorowych.
W osoczu białko C występuje głównie w formie nieaktywnej. Aktywacja białka C następuje na powierzchni komórek śródbłonka naczyń przy udziale: śródbłonkowego receptora białka C, trombiny i trombomoduliny.

## Niedobór białka C
Wrodzony niedobór białka C (OMIM+176860) powoduje skłonność do występowania zakrzepicy naczyń, zwłaszcza żylnych, oraz według niektórych publikacji nawykowych poronień. W przypadku całkowitego braku białka C, lub mutacji skutkujących wytwarzaniem patologicznych form białka dochodzi do rozwoju zespołu wykrzepiania śródnaczyniowego i plamicy piorunującej u noworodków.
Z nabytym niedoborem białka C spotkać się można w przypadku niedoboru witaminy K, rozsianego wykrzepiania śródnaczyniowego, sepsy, uszkodzenia wątroby, podczas leczenia warfaryną i L-asparaginazą.

## Białko C u chorych z sepsą
W przypadku sepsy dochodzi do upośledzenia procesu aktywacji białka C spowodowanego zniszczeniem komórek śródbłonka i brakiem trombomoduliny. O ile w przypadku DIC wystarcza podanie nieaktywnej formy białka C aby zahamować proces wykrzepiania (np. w patologii ciąży) o tyle w przypadku sepsy takie działanie nie przyniesie efektu. W sepsie należy podawać preparaty aktywowanego białka C. Preparat rekombinowanego aktywowanego białka C (rAPC, drotrecogin alpha, Xigris firmy Ely Lilly Co) otrzymał rekomendację do stosowania w przypadkach ciężkiej sepsy i wstrząsu septycznego na podstawie badania PROWESS. Opinie niektórych naukowców budzą wątpliwości co do prawidłowości przeprowadzenia badania i wniosków z niego wypływających, a wyniki niektórych innych badań klinicznych nie potwierdzają skuteczności aktywowanego białka C w leczeniu sepsy. W publikacjach zwraca się uwagę na potrzebę dalszych prób klinicznych.
Drotrecogin alpha znalazł natomiast pewne zastosowanie w leczeniu zakażeń wirusem gorączki krwotocznej Ebola.
Powikłania leczenia związane są z mechanizmem działania aktywnego białka C. Obejmują przede wszystkim powikłania krwotoczne, w wielu przypadkach mogące przyczynić się do śmierci chorego. Spowodowane leczeniem krwawienia śródczaszkowe często pojawiają się już w okresie poprawy stanu zdrowia pacjenta, niwecząc całe postępowanie medyczne. Z tego powodu w wielu przypadkach chorych do leczenia aktywnym białkiem C kwalifikuje się z dużą ostrożnością. Na terenie Unii Europejskiej lek dopuszczony jest do stosowania warunkowo.
W 2008 roku koszt terapii rekombinowanym aktywowanym białkiem C w Polsce wynosił około 50 tysięcy PLN.